# Sigbert Heister
Nem tévesztendő össze Donat Heissler (1648–1696) császári tábornaggyal.
Sigbert Heister, 1692-től gróf (Kirchberg an der Raab, Stíria, 1646. augusztus 6. – Kirchberg an der Raab, 1718. február 22.) osztrák gróf, tábornagy, a Habsburg-ház szolgálatában álló császári hadvezér.

## Életpályája
Édesapja Gottfried von Heister báró (1609–1679), az Udvari Haditanács alelnöke, édesanyja Maria Anna von Virmond volt. 1664-től katonaként szolgált, 1682-ben már ezredes és egy gyalogezred tulajdonosa volt. Öccse, Hannibal Joseph Heister (†1719) is a császári haderő tisztje lett, 1717-ben altábornagyi rangban a horvátországi hadjárat egyik vezénylő tábornoka, Kostajnica parancsnoka volt.
1683-ban Sigbert Heister részt vett Bécs védelmében, majd a török elleni visszafoglaló háborúban. 1686. október 15-én vezérőrnaggyá léptették elő.
1687-ben magyar honfiúsítást nyert, amit csak az 1715. évi országgyűlésen cikkelyeztek be (CXXXI. tc.)
1691-ben Veterani altábornagy parancsnoksága alatt szolgált Erdélyben, Lippa közelében vereségre álló helyzetben csapatait újjászervezve a törököket Temesvárig űzte vissza. 1692. július 3-án altábornaggyá léptették elő.
Az 1695-ös hadjárat kezdetén, június 11-én táborszernagy lett. A haditanácsban Veterani tábornagyot támogatta, ellenezte a fősereg visszavonását. Lovasezredeivel a Veterani felmentésére indult, de visszarendelték. A magára maradt tábornagy csapatát a törökök a lugosi csatában megsemmisítették.
Az 1697. szeptember 11-i zentai csatában Savoyai Jenő herceg vezérlete alatt a császári sereg jobb szárnyát irányította. 
1700 körül a Belső-ausztriai Haditanács elnöke, 1703-ban pedig az Udvari Haditanács alelnöke lett. 1704. január 22-én a magyarországi császári-királyi csapatok főparancsnokává nevezték ki, s ez alkalomból (január 30-án) tábornaggyá léphetett elő. A II. Rákóczi Ferenc vezette szabadságharc ekkorra már szinte az egész országban teret nyert, a felkelők éppen ezekben a hetekben foglalták el a Dunántúlt, s betöréseikkel veszélyeztették a morvaországi és alsó-ausztriai határszéleket is. Heister Bruckból kiindulva, a Fertő mellékén visszaszorította Károlyi Sándor kuruc csapatait, bevonult Győrbe, majd megszállta Pápát. Ezután Komáromnál átkelt a Dunán és Bercsényit szorította vissza a Vág folyó mögé, majd az udvar megint a Dunántúlra küldte, amely május elején ismét a felkelők birtokába került. Heister május 24-én hajnalban Csíkvárnál meglepte és szétugrasztotta a frissen kuruccá lett Esterházy Antal és Babocsay Ferenc hadait, május 31-én pedig – katonáinak szabad rablást engedélyezve – emberei feldúlták Veszprém városát, s még a székesegyház kincseit és a kanonokok életét sem kímélték. Amikor onnan Győr felé vonult, Forgách Simon dunántúli kuruc főparancsnok június 13-án Koroncónál megtámadta seregét, ám számbeli fölényük és Forgách ügyes irányítása ellenére Heister súlyos vereséget mért a kurucokra.
A Dunántúl ismételt visszahódítása után Heistert újra a Vág vidékére rendelték, ahol 1704. december 26-án Nagyszombatnál az immár Rákóczi személyes irányítása alatt álló kuruc fősereget is legyőzte, bár sikereit nem tudta kiaknázni.
Mivel kegyetlenkedései nagy visszhangot keltettek, s határtalan gőgje és büszkesége miatt a többi császári vezér sem szívelte, 1705 májusában az udvar visszahívta Magyarországról, s Ludwig Herbeville tábornagyot nevezték ki utódjává.
1708. március 30-án újra megbízást kapott a magyarországi főparancsnokságra. 1708. augusztus 3-án Trencsén mellett ismét legyőzte Rákóczi seregét. Érsekújvárt ellenben eredmény nélkül ostromolta. 1710 szeptemberében végleg visszarendelték, és helyét Pálffy János foglalhatta el.
Utóbb részt vett az 1716. évi török hadjáratban, 1717-ben Győr parancsnokává nevezték ki. Savoyai herceg vezérlete alatt harcolt az 1717-es délvidéki hadjáratban. Fia, Rudolf az 1717. augusztus 22-i győztes belgrádi csatában elesett. A tábornagy ezt feltehetőleg már nem tudta kiheverni, mert a következő évben kirchbergi kastélyába visszavonulva elhunyt. A helyi templomban temették el, ahol latin nyelvű emléktáblája ma is hirdeti tetteit.

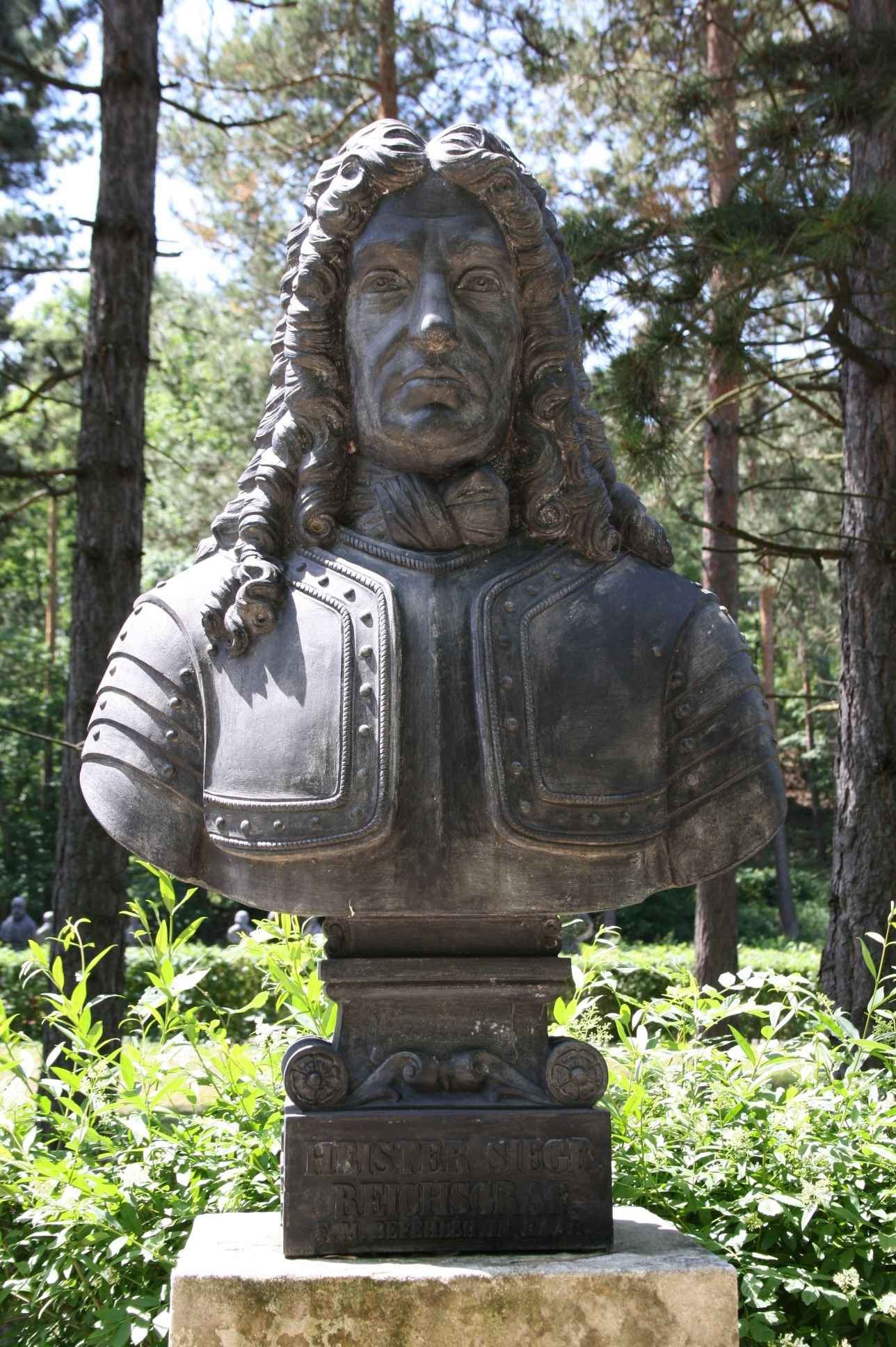
Mellszobra az alsó-ausztriai Heldenberg emlékhelyen

## Emlékezete
- 1849-ben az alsó-ausztriai Heldenberg katonai emlékhelyen felállították mellszobrát.
- 1876-ban Bécs 20. kerületében (Brigittenau városrészben) utcát neveztek el róla (Heistergasse).